# Ленингорски район
Ленингорски район (на осетински: Ленингоры район; на грузински: ახალგორის რაიონი; на руски: Ленингорский район) е район в Южна Осетия. Според грузинската администрация районът се нарича Ахалгорски. Административен център е село Ленингор (Ахалгори).

## География
Районът е разположен в източната част на Южна Осетия. Релефът му е предимно планински. Най-високата му точка е връх Нарванхох – 3247 м.н.в. Физико-географски се разделя на две големи планински клисури и една равнина:
- Тирипонска равнина в крайните югозападни части на района;
- Лехурска клисура на запад;
- Ксанска клисура на изток.

В югозападната част на района е разположен най-южният населен пункт на територията на Южна Осетия – Орчосан.
В северната част на района, в горната част на Ксанската клисура се намира Келското вулканическо плато. Тук се намират редица езера, най-голямото от които е Келистба.

## История
В района се намират редица паметници на средовековната грузинска архитектура – дворецът на Ксанските князе в Ахалгори, църквата Икорта (1172), монастирите Кабени (IX век) и Ларгвиши (XIII век), базиликите Ломиси, Армази и Бикари, крепостите Тширколи и Тшикмори.
От Средновековието в западните части на района започват да проникват осетинци.
В XIX век и в началото на ХХ век територията на днешния Ленингорски район влиза в състава на Душетски уезд на Тифлиската губерния на Руската империя.
При образуването на Южноосетниската автономна област в 1922 година територията на днешния Ленингорски район влиза в състава на три отделни района: Ахалгорски, Лехурски и Монастерски. В деншните си граници Ленингорският район е образуван през 1940 година в резултат на окрупняването на административно-территориалните единици в Южна Осетия.
В периода на разпад на Съветския съюз районът е център на междуетническо напрежение между грузинци и осетинци. На 4 септември 1990 година, на извънредна сесия на Ленингорския районен съвет народните депутати приемат решение да се осъди Декларацията за суверенитет на Южноосетинската автономна област, както и да се възстанови историческото име на селището Ленингори – Ахалгори. Съветът на народните депутати на Южноосетинската автономна област на свой ред обявява тези решения за неправомерни и противозаконни.
В резултат на грузино-югоосетинския конфликт от началото на 90-те години на ХХ век Ленингорският район се оказва фактически разделен между двете страни за 16 години. Населената исключително с осетинци западна част (Лехурската клисура и Тирипонската равнина) остава под контрола на непризнатата Република Южна Осетия. Център на осетинската част, носеща съветското название „Ленингорски район“, е село Цинагар.
В по-голямата по територия и население източна част на района (Ксанска клисура) с районен център Ахалгори (Ленингори) е установена грузинска администрация. В нея преобладаващо е грузинското население. В 1995 година Ахалгорският район е включен в състава на грузинската област Мцхети-Мтианети.
След обявяването на независимостта на Южна Осетия и осетинската, и грузинската страна разглеждат района в неговите стари граници като част от своята територия.
В резултат на конфликта в Южна Осетия от 2008 осетинските части съвместно с руски войски установяват контрол над Ксанската клисура, с което разпространяват фактическата юрисдикция на Южна Осетия над целия Ленингорски район.

## Население
Районът е населен предимно от грузинци и осетинци. Според официалното грузинско преброяване от 2002 година общият брой на жителите е 7703 души, от които 84,6% грузинци и 14,4% осетинци. Тези данни изключват населението в контролираните по това време от Южна Осетия западни части на района. След конфликта в Южна Осетия от 2008 година броят на грузинците намалява.